# 1963年蘇澳地震
1963年蘇澳地震發生於當地時間（UTC+8）1963年2月13日16:50（UTC 08:50）。震央位於台灣宜蘭縣蘇澳鎮外海不遠處，Mw 7.3。 

## 傷亡與損失
三人死亡。蘇花公路發生山崩。這次地震顯示了在附近板塊交界帶的弱耦合狀態